# Cosmosoma centralis
Cosmosoma centralis là một loài bướm đêm thuộc phân họ Arctiinae, họ Erebidae.